# Alfa 1-antitripsina
L'Alfa 1-antitripsina o α1-antitripsina (A1AT) è una glicoproteina. È un inibitore della serin proteasi che ha la capacità di inibire un gran numero di proteasi.
Appartiene alla famiglia delle "serpine" acronimo dall'inglese serine protease inhibitors.
Fa parte del gruppo elettroforetico ematico delle alfa-globuline.
Nella letteratura biomedica degli anni veniva talvolta chiamato inibitore della tripsina sierica (STI, terminologia datata), perché la sua capacità di inibitore della tripsina era una caratteristica saliente del suo studio iniziale. Come tipo di inibitore enzimatico, protegge i tessuti dagli enzimi delle cellule infiammatorie, in particolare l'elastasi neutrofila, e ha un intervallo di riferimento nel sangue di 0,9-2,3 g/L (l'intervallo di riferimento è espresso in mg/dL o micromoli), ma la concentrazione può aumentare di molto a causa dell'infiammazione acuta.
Viene prodotta soprattutto dal fegato, dai macrofagi e dalle cellule epiteliali respiratorie e successivamente immessa nel circolo sanguigno.
A livello polmonare la funzione dell'alfa-1-antitripsina è necessaria per evitare che la elastasi neutrofila (una proteasi) danneggi gli alveoli polmonari: l'alfa-1-antitripsina costituisce il più importante sistema di difesa delle vie respiratorie inferiori contro i danni causati da queste proteasi sulle pareti degli alveoli.
Una insufficienza di alfa-1-antitripsina funzionante fa sì che si abbia una mancanza del suo ruolo difensivo e predispone allo sviluppo di enfisema.
Il fumo, fra le altre cose, inibisce l'attività di tale proteina ed è uno dei motivi che spiega perché il fumo sia una delle cause di enfisema polmonare.
In corso di pancreatite acuta gli alti livelli di tripsina, derivati dalla liberazione a seguito del danno alle cellule acinari del pancreas, saturano la capacità di inattivazione dell'α1-antitripsina. Per tale ragione la tripsina in eccesso è in grado di degradare il tensioattivo che riveste gli alveoli polmonari causando il loro collasso e predisponendo così alla sindrome da distress respiratorio (ARDS).
La malattia epatica è presumibilmente determinata dall'accumulo nelle cellule del fegato (epatociti) di una forma di alfa-1-antitripsina anomala che costituisce degli aggregati insolubili all'interno delle cellule. Gli aggregati sono evidenziabili all'esame istologico con colorazione PAS.
Il gene che codifica per l'alfa-1-antitripsina si trova sul quattordicesimo cromosoma (14q32.1). Esistono malattie genetiche che determinano una alterazione a questo livello che porta ad un deficit di tale proteina. I soggetti colpiti avranno un rischio maggiore di sviluppare enfisema polmonare e dovranno evitare accuratamente altri fattori di rischio come il fumo.